# Comuna Zarudci, Liubeșiv
Zarudci (în ucraineană Зарудчі) este o comună în raionul Liubeșiv, regiunea Volînia, Ucraina, formată din satele Buciîn, Pidkormillea, Pojoh, Selisok și Zarudci (reședința).

## Demografie
Componența lingvistică a satului Zarudci
     Ucraineană (99,77%)
     Alte limbi (0,23%)
Conform recensământului din 2001, majoritatea populației satului Zarudci era vorbitoare de ucraineană (99,77%), existând în minoritate și vorbitori de alte limbi.